# Ehemaliges Arbeitsamt Dresden

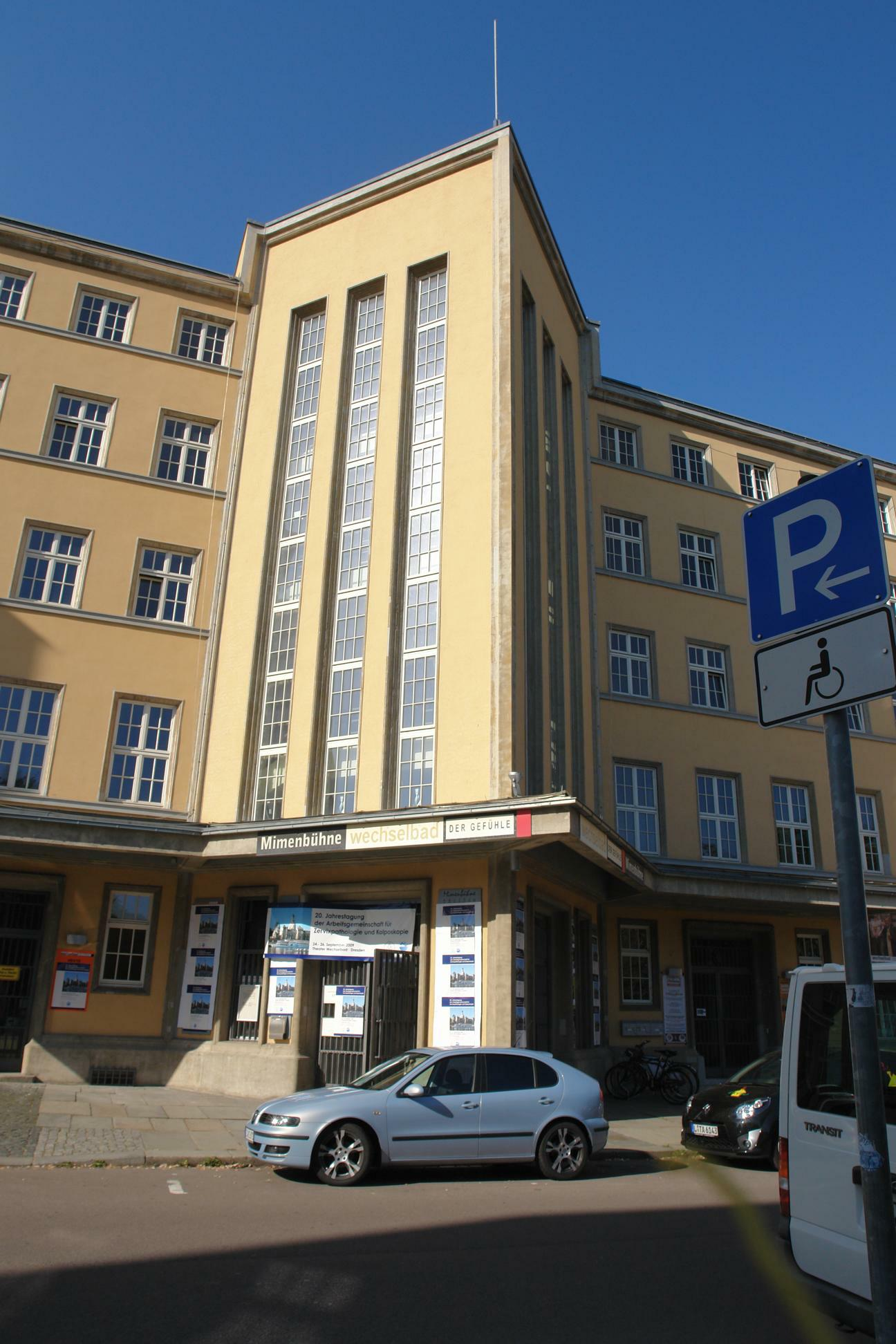
„Boulevardtheater Dresden“

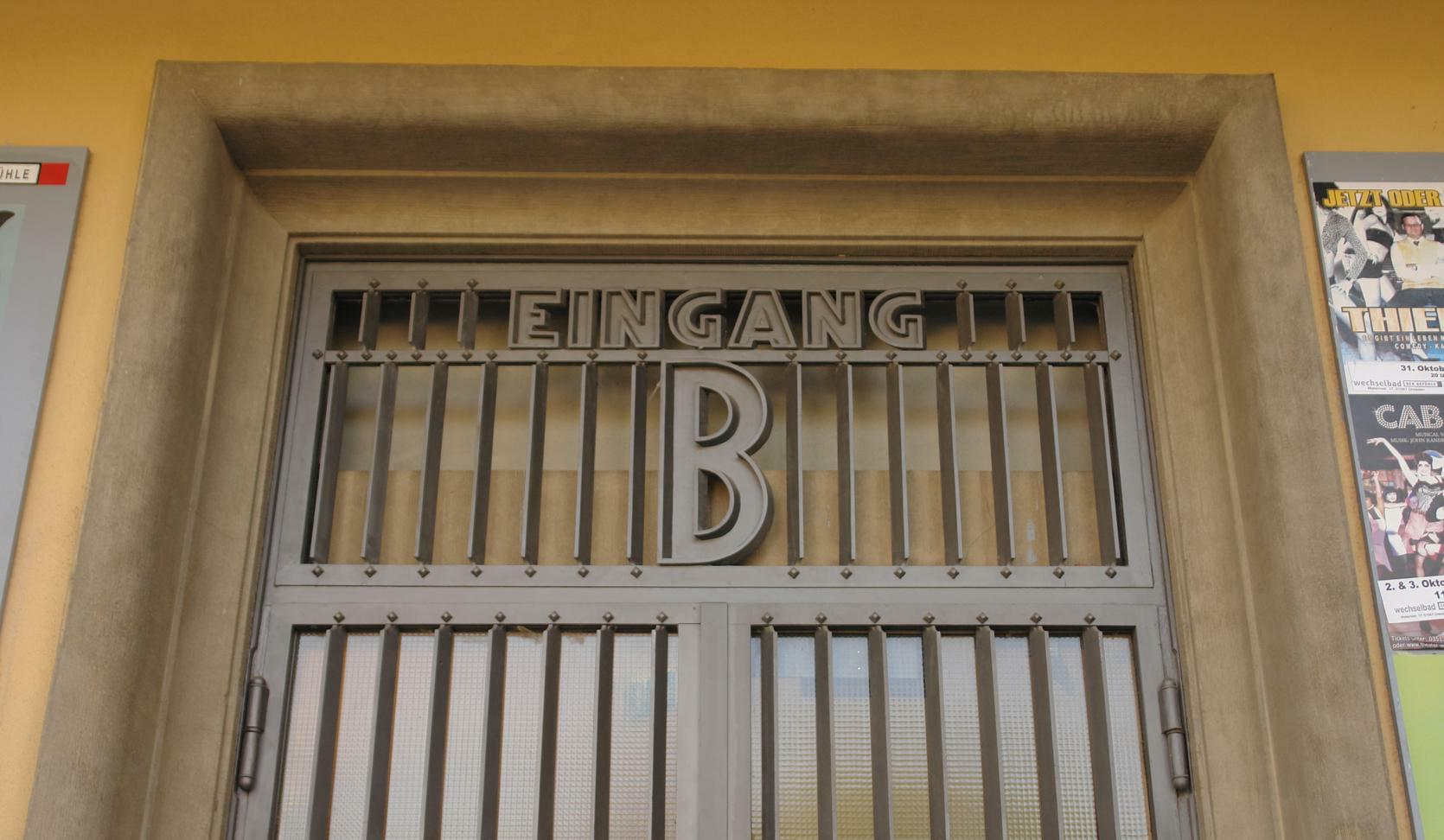
Schriftgestaltung am Eingang B

Das Gebäude des Arbeitsamtes Dresden auf einem Stadtplan des Jahrs 1927 (Über dem u von „Wilsdruffer Vorstadt“)

In der Maternistraße 17 in Dresden wurde 1925/1926 durch das Städtische Hochbauamt nach Plänen von Karl Paul Andrae ein damals so bezeichneter Öffentlicher Arbeitsnachweis als Bürogebäude errichtet, was die Institution als solche aufnahm. Dieses wurde in den späten 1920er Jahren als Arbeitsamt Dresden bekannt und war der erste Neubau eines Arbeitsamtes in der Weimarer Republik. Ursprünglich aus zwei U-förmigen Gebäudekörpern bestehend, wurde das einstöckige Hinterhaus bei den Luftangriffen auf Dresden 1945 zerstört und bis 1950 die Ruine beräumt. Genutzt als Bezirksparteischule der SED bis 1990 wurde in den 1950er Jahren ein Hörsaal an den westlichen Teil des Gebäudes anstatt des ehemaligen Hofgebäudes angebaut, der heute als privates Theater genutzt wird und unter den Namen „Theater ‚Wechselbad‘“ und seit 2014 als „Boulevardtheater Dresden“ bekannt ist.

## Geschichte
Arbeitsnachweise wurden als private Unternehmerinitiativen bereits in den 1890er Jahren gebildet. Sie dienten zur Bekanntgabe offener Stellen in den Gewerbszweigen und dienten zur Anwerbung von Arbeitern. Dem folgten noch in den gleichen Jahren mehr und mehr Städte oder private Vereine mit öffentlichen Angeboten über einzelne Unternehmenszweige hinweg. Bereits 1915, also noch im Ersten Weltkrieg wurden auf Reichsebene Überlegungen zum Kriegsende angestellt, wie eine Demobilisierung organisiert werden müsse. Dies mündete 1918/1919 in Debatten des Reichstages und zur (gesetzlichen) Bildung Öffentlicher Arbeitsnachweise, den späteren Arbeitsämtern (der Öffentliche Arbeitsnachweis wird in späteren Adressbüchern nachweisbar als Arbeitsamt Dresden geführt) und den heutigen Agenturen für Arbeit.
In Dresden wurde der erste Neubau für den Öffentlichen Arbeitsnachweis in der Zeit der Weimarer Republik errichtet. Das Raumprogramm stammte von dem Direktor des Arbeitsnachweises Dresden, Oskar Nerschmann.
Errichtet wurden zwei U-förmige Gebäude an der Maternistraße unter der Hausnummer 17. Ab etwa 1928 wurde es als Arbeitsamt Dresden bekannt.
Bei den Luftangriffen auf Dresden wurde das eingeschossige Hintergebäude völlig zerstört (die Ruine 1950 beräumt), das Vordergebäude beschädigt und wieder, hofseitig vereinfacht, wieder aufgebaut. Hier zog die Bezirksparteischule Dresden der SED ein, für die an das denkmalgeschützte Gebäude ein Hörsaalgebäude angebaut wurde. Dieser wurde damals als Filmtheater, später als großer Theatersaal gebraucht wurde. Neben den Großen Saal existiert ein kleiner Saal, der auch bespielt wird. Das Theatergebäude steht ebenfalls unter Denkmalschutz. 1990 war Schluss mit der Nutzung als Parteischule.
Von 2002 bis 2014 spielte in dem Gebäude das Theater „Wechselbad der Gefühle“.
Nach einem Betreiberwechsel im Jahr 2014 eröffnete das Theater Mitte September erneut als Boulevardtheater Dresden. Dort arbeiten zwanzig feste und sieben freie Mitarbeiter (Stand 2021). 2019 fanden im Boulevardtheater 600 Veranstaltungen mit 190.000 Besuchern statt. Damit war 2019 das erfolgreichste Jahr seit dem Betreiberwechsel.
Seit Mai 2023 hat die Dresdner Niederlassung der adesso SE mit 87 Mitarbeitenden (Stand 03/2024) ihre Büros in dem Gebäude.

## Beschreibung
Bei dem Gebäude wurde auf Funktionalität besonderer Wert gelegt: Abteilungen mit starkem Publikumsverkehr wurden im Erdgeschoss eingerichtet, jeweils zwei Eingangs- und Ausgangshallen sollten einen Verkehrsfluss ermöglichen. Die meistfrequentierten Abteilungen befanden sich in dem 1945 zerstörten U-förmigen Hintergebäude. Durch eine variable Gliederung der Räume sollten Veränderungen möglich sein. „Arbeitssäle“, so die Bezeichnung für die eingerichteten Großraumbüros, sollten ebenfalls eine optimale Raumnutzung gewährleisten.
Das Gebäude ist ein Beispiel für die Architektur der Neuen Sachlichkeit mit Einflüssen aus der expressionistischen Architektur. Die Fassade ist in der Mitte zurückgesetzt. Der in der Mitte befindliche Treppenhausturm ist prismatisch und zeigt zu beiden Seiten des Turms eine Gebäudeabschrägung von 45 Grad mit geschossübergreifenden schmalen Fenstern.